# Islas Filipinas (metropolitana di Madrid)
Islas Filipinas è una stazione della linea 7 della metropolitana di Madrid.
Si trova sotto alla Calle de Cea Bermúdez tra la Plaza de Cristo Rey e l'Avenida de Filipinas, nel distretto di Chamberí.

## Storia
La stazione fu inaugurata il 12 febbraio 1999 in corrispondenza dell'ampliazione della linea 7 dalla stazione di Canal a quella di Valdezarza.

## Accessi
Vestibolo Cristo Rey
- Cea Bermúdez, pares - Gaztambide (pari): Calle de Cea Bermúdez 64
- Cea Bermúdez, impares - Gaztambide (dispari): Calle de Cea Bermúdez 55
- Ascensor (ascensore): Calle de Cea Bermúdez 51

Vestibolo Islas Filipinas
- Cea Bermúdez, pares - Guzmán el Bueno (pari): Calle de Cea Bermúdez 50
- Cea Bermúdez, impares - Guzmán el Bueno (dispari): Calle de Cea Bermúdez 43

## Autobus

### Urbani
| Linea della EMT | Direzione                  | Fermata:                          |
| --------------- | -------------------------- | --------------------------------- |
| 2               | Pza. de Manuel Becerra     | 189: Guzmán el Bueno-Cea Bermúdez |
| 202             | Hospital Gregorio Marañon  | 189: Guzmán el Bueno-Cea Bermúdez |
| 12              | Paseo del Marqués de Zafra | 4541: Cea Bermúdez-Gaztambide     |
| 12              | Pza. de Cristo Rey         | 801: Av.Filipinas-Guzmán el Bueno |
| N-L7            | Lacoma                     | 801: Av.Filipinas-Guzmán el Bueno |
| N-L7            | Las Musas                  | 805: Cea Bermúdez-Guzmán el Bueno |